# Renkum
Renkum est une commune et un village néerlandais, situé en province de Gueldre. Au 1er janvier 2007, sa population est de 31 640 habitants.

## Jumelages
La ville de Renkum est jumelée avec :
| Ville | Ville    | Pays | Pays      |
| ----- | -------- | ---- | --------- |
|       | Dachau   |      | Allemagne |
|       | Dębno    |      | Pologne   |
|       | Tervuren |      | Belgique  |